# Scorpaena isthmensis
Scorpaena isthmensis är en fiskart som beskrevs av Meek och Hildebrand 1928. Scorpaena isthmensis ingår i släktet Scorpaena och familjen Scorpaenidae. Inga underarter finns listade i Catalogue of Life.